# أرافيسوس (بيلا)
أرافيسوس (Αραβησσός) هي مدينة في بيلا في مقاطعة فوريا إلادا في اليونان.
يبلغ عدد سكانها حوالي 1462 نسمة.